# Скиллачи, Себастьен
Себастье́н Скиллачи́ (фр. Sébastien Squillaci, французское произношение [sebastjɛ̃ skilatʃi]; род. 11 августа 1980[…], Тулон) — французский футбольный защитник и тренер.

## Биография
Себастьен Скиллачи родился в городе Тулон. Футбольную карьеру начал в местном клубе «Тулон». В 1998 году он перешёл в клуб «Монако». Из-за того что Себастьен не проходил в основной состав команды, так и ни разу не сыграв за первую команду в официальных матчах за два сезона, главный тренер команды, Клод Пюэль отдал его в аренду команде из Лиги 2 — «Аяччо». В «Аяччо» Скиллачи стал одним из лидеров команды и помог клубу выйти в Высший дивизион, одержав победу в Лиге 2 в сезоне 2001/02.
После ухода Пюэля из «Монако» и прихода на пост главного тренера Дидье Дешама Себастьен решил вернуться в «Монако» в 2002 году. В свой первый полноценный сезон в качестве игрока «Монако», Скиллачи стал основным центральным защитником и помог своему клубу стать вторым в лиге и выиграть Кубок французской лиги. Себастьен заявил о себе в Европе после выдающегося выхода «Монако» в Финал Лиги чемпионов в сезоне 2003/04. Скиллачи внёс большой вклад в общую победу над испанским грандом — мадридским «Реалом», когда забил гол в гостях. Несмотря на то, что его команда проиграла 2:4, в ответном домашнем матче они выиграли 3:1, и этот результат позволил по правилу гола на чужом поле клубу из карликового княжества выйти в полуфинал, где «Монако» одержало победу над «Челси». Исторический для «Монако» выход в финал закончился плачевно — в решающем матче «Монако» было разгромлено со счетом 0:3 португальским «Порту». В этом матче Себастьен вышел на замену на 72 минуте.
27 августа 2010 года Скиллачи подписал контракт с английским клубом «Арсенал».
Дебют француза за лондонский клуб состоялся 11 сентября в домашнем матче против «Болтона», выигранного со счетом 4:1. В матче Лиги чемпионов против белградского «Партизана» после подачи углового на 83-й минуте Себастьен забил свой первый гол за «Арсенал». «Канониры» уверенно одержали победу со счетом 1:3.
На протяжении первой части сезона француз показывал довольно-таки слабую игру, что нередко приводило к забитым голам в ворота «канониров», и потерял место в основном составе, уступив его Йохану Джуру.

## Достижения
«Аяччо»
- Победитель Лиги 2: 2001/02

«Монако»
- Обладатель Кубка французской лиги: 2003
- Финалист Лиги Чемпионов: 2003/04

«Олимпик Лион»
- Чемпион Франции (2): 2006/07, 2007/08
- Финалист Кубка французской лиги: 2007
- Обладатель Суперкубка Франции: 2006

«Севилья»
- Обладатель Кубка Испании: 2010